# A Sawmill Hero
Pour plus de détails, voir Fiche technique et Distribution.
A Sawmill Hero est un film muet américain réalisé par Sidney Olcott, sorti en 1911 avec Gene Gauntier et Jack J. Clark dans les rôles principaux.

## Fiche technique
- Titre original : A Sawmill Hero
- Réalisateur : Sidney Olcott
- Photographie : George Hollister
- Société de production : Kalem Company
- Acteurs : Gene Gauntier
- Pays :  États-Unis
- Lieu de tournage : Jacksonville (Floride)
- Longueur : 960 pieds
- Date de sortie :
  - États-Unis : 29 mars 1911 (New York)
  - Royaume-Uni : 1er juin 1911 (Londres)

## Distribution
- Gene Gauntier : Jennie
- Jack J. Clark : Jim Hemmingway

## À noter
- Le film est tourné à Jacksonville en Floride.
- Une copie est conservée à la Library and Archives à Ottawa (Canada).